# Camilla Holth
Camilla Holth (Bærum, 25 de diciembre de 1978) es una deportista noruega que compitió en curling.
Ganó tres medallas en el Campeonato Mundial de Curling entre los años 2002 y 2005, y tres medallas en el Campeonato Europeo de Curling entre los años 2000 y 2004.
Participó en dos Juegos Olímpicos de Invierno, ocupando el cuarto lugar en Salt Lake City 2002 y el séptimo en Turín 2006, en la prueba femenina.

## Palmarés internacional
| Campeonato Mundial | Campeonato Mundial        | Campeonato Mundial | Campeonato Mundial |
| Año                | Lugar                     | Medalla            | Prueba             |
| ------------------ | ------------------------- | ------------------ | ------------------ |
| 2002               | Bismarck (Estados Unidos) | Medalla de bronce  | Equipo             |
| 2004               | Gävle (Suecia)            | Medalla de plata   | Equipo             |
| 2005               | Paisley (Reino Unido)     | Medalla de bronce  | Equipo             |
| Campeonato Europeo |                           |                    |                    |
| Año                | Lugar                     | Medalla            | Prueba             |
| 2000               | Oberstdorf (Alemania)     | Medalla de plata   | Equipo             |
| 2002               | Grindelwald (Suiza)       | Medalla de bronce  | Equipo             |
| 2004               | Sofía (Bulgaria)          | Medalla de bronce  | Equipo             |